# Women and Satan First
| Оценки критиков  | Оценки критиков |
| Источник         | Оценка          |
| ---------------- | --------------- |
| Discogs          | [ 1 ]           |
| Brutal Resonance | [ 2 ]           |

Women and Satan First (с англ. — «Женщины и Сатана — вперёд») — восемнадцатый релиз немецкого дарк электро проекта :Wumpscut:, вышедший в 2012 году.

## Об альбоме
Иллюстрация альбома была выполнена немецким фотохудожником Томасом Бухтой, на ней изображен Сатана в виде пожилого мужчины в окружении обнаженных женщин на желтовато-коричневом фоне.
В ноябре 2011 года :Wumpscut: объявил конкурс ремиксов, предлагая фанатам скачать семпл-пакеты таких треков как "Grobian" и "Kill That Little Fuck", входящих в состав оригинального альбома, а затем предоставить свои миксы.
Лимитированное подарочное издание альбома "Satan Box" было выпущено 6 апреля 2012 года, в состав которого входили: два компакт-диска (оригинальный альбом и диск с ремиксами), доступ к эксклюзивным загрузкам ремиксов в MP3 (работы, присланные участниками конкурса, отобранные :Wumpscut:), футболка, флаг, буклет, календарь и другие предметы.
Ограниченное виниловое издание, содержащее плакат, буклет и ссылки для загрузки треков, также было выпущено в апреле 2012 года.

## Список композиций
1. Hallelujah - 4:33
2. Women And Satan First - 3:58
3. Death Panacea - 5:18
4. Kill That Little Fuck - 5:25
5. Burial On Demand - 4:34
6. Grobian - 6:40
7. L'Enfer Noir - 5:46
8. Blutsturtz, Baby - 4:06
9. Cunnilingus Creuzfeur - 4:36
10. Kaufe Deine Seele - 5:09